# Zofia Piramowicz
Zofia Piramowicz (ur. 13 września 1880 w Radomiu, zm. 16 lutego 1958 w Clichy) – polska malarka i ilustratorka.

## Rodzina
Jej ojciec Witold Piramowicz był adwokatem i rejentem. Pochodził z Radomia. Jego przodkowie przybyli do Polski z Armenii. Natomiast przodkowie matki Klementyny Malhomme przybyli z Francji.

## Życiorys
Studiowała malarstwo w pracowni Karola Tichego w Warszawskiej Szkole Sztuk Pięknych, pobierała również nauki u Miłosza Kotarbińskiego. Po zerwaniu zaręczyn z Kazimierzem Przerwą-Tetmajerem wyjechała w 1910 r. na studia do drezdeńskiej szkoły sztuki dekoracyjnej. W 1913 r. Zofia wyjechała razem z przyjaciółką Sarą Lipską do Paryża i tam zamieszkała. Mimo że jej związek z poetą trwał długo, nigdy nie przerodził się w małżeństwo. W 1914 przyjechała do Zakopanego na ślubną uroczystość z piętnaście lat starszym od niej Kazimierzem Przerwą-Tetmajerem, jednak do ślubu ostatecznie nie doszło. Do końca życia nie założyła rodziny. W Paryżu była członkinią Société du Salon d’Automne, Société des Artistes Polonais à Paris, Grupy Paryskiej Polskich Artystów Grafików. W 1919 Ferdynand Ruszczyc zaproponował Zofii Piramowicz prowadzenie pracowni litografii na Uniwersytecie Stefana Batorego w Wilnie. Współpracowała z Atelier Artistique Polonais prowadzonym przez Stefanię Łazarską, która w Paryżu otworzyła pracownie, gdzie artyści projektowali przedmioty sztuki stosowanej, głównie szmaciane lalki inspirowane literaturą i polskim folklorem. Zofia specjalizowała się w księżniczkach. Po zakończeniu pierwszej wojny światowej odbyła wiele podróży artystycznych (na południe Francji, do Hiszpanii, Tunisu, Algierii, Włoch). Swoje prace wystawiała m.in. w: Zachęcie, Muzeum Crillon, paryskim Salonie Niezależnych w Tuileries, Salonach Jesiennych. Jej prace prezentowane były również w Belgii i Holandii. Dorobek artystyczny oblicza się na ok. 420 obrazów, akwareli i ilustracji.
Zmarła w Clichy i pochowana została na cmentarzu Père-Lachaise w Paryżu. Jej symboliczny grób znajduje się na Starych Powązkach w Warszawie. Po jej śmierci prace trafiły do rodziny Malhomme w Warszawie.
W 1972 w Muzeum Etnograficznym w Krakowie miała miejsce jej pośmiertna, monograficzna wystawa pt. „Maroko”.